# Круитхоф, Ари Андриес
Ари Андриес Круитхоф (нидерл. Arie Andries Kruithof; 1909, Зейст, Нидерланды – 1993, Son en Breugel) — голландский профессор прикладной физики Технического университета Эйндховена.

## Биография
Круитхоф изучал физику в Утрехтском университете, где защитил докторскую степень под руководством Леонарда Орнштейна в 1934 году.
В Philips он исследовал осветительные системы, специализируясь на газоразрядных лампах. Позже был профессором прикладной физики в Техническом университете Эйндховена, руководил группой атомной физики, исследуя в основном физику газовых разрядов и плазму.
В его честь названа кривая Круитхофа, определяющая соотношение освещённости и цветовой температуры, наиболее комфортные для визуального восприятия.